# Побер Ігор Миколайович
Ігор Миколайович Побер (нар. 17 грудня 1968, село Королівка, Борщівського району, Тернопільської області, УРСР) — український політик, спортсмен (бодибілдинг, пауерліфтинг). Народний депутат України. Голова Тернопільської обласної організації політичної партії УДАР. Багаторазовий чемпіон України, Європи та світу з бодибілдингу (категорія «перформенс», клас «сеньйорів») і пауерліфтингу. Віце-президент федерації бодибілдингу України.

## Життєпис

### Освіта
У 1985—1990 навчався на факультеті фізичного виховання в Тернопільському педагогічному університеті.
У 2000—2002 — навчання в магістратурі Тернопільської академії народного господарства (ТАНГ) (нині -Західноукраїнський національний університет) за спеціальністю «Облік та аудит»; 2004 — закінчив магістратуру ТАНГ.

### Робота
У 1987—1989 — служба в армії.
У 1993—1994 — адміністратор ДКП фірма «Галактика», у 1994—1996 — завідувач баром «Бістро» АТЗТ «Фірма Галактика», у 1996—2009 — завідувач виробництвом бару «Бістро» ТзОВ «Ресторан дорожній».
Від 2009 — головний спеціаліст відділу у справах молоді та спорту Бучацької РДА Тернопільської області, головний спеціаліст відділу з питань фізичної культури і спорту головного управління з питань туризму, сім'ї, молоді та спорту Тернопільської обласної державної адміністрації, заступник начальника головного управління — начальник відділу з питань фізичної культури і спорту головного управління з питань туризму, сім'ї, молоді та спорту Тернопільської обласної державної адміністрації.
Від 2010 — начальник управління з питань фізичної культури і спорту головного управління з питань туризму, сім'ї, молоді та спорту Тернопільської обласної державної адміністрації.

### Спортивна кар'єра
Від 1994 — заступник директора шахово-шашкового клубу «Авангард».
Від 2011 — тренер з пауерліфтингу Тернопільської обласної федерації культуризму.
Спортивні досягнення
- 2005 — чемпіон України, Європи та світу з бодібілдингу за версією WFA.

### Політична діяльність
У 2006—2010 — депутат Тернопільської міської ради від Блоку Юлії Тимошенко.
Від 2010 — член партії «Нова країна».
Від 2010 — член Політичної партії «УДАР (Український Демократичний Альянс за Реформи) Віталія Кличка».
Від 12 грудня 2012 — народний депутат України 7-го скликання від політичної партії «УДАР (Український демократичний альянс за реформи) Віталія Кличка», № 25 в списку. Член Комітету з питань національної безпеки і оборони.